# Iultín
Iultín (en rus, Иультин) és un possiólok despoblat del districte autònom de Txukotka, a Rússia. La vila s'assentà amb el poblament dels treballadors que treballaven prop de les mines, i tenia connexions amb el port d'Egvekinot, però el 1995 la població abandonà la vila a causa del tancament de les mines.